# Rejet-de-Beaulieu
Rejet-de-Beaulieu è un comune francese di 242 abitanti situato nel dipartimento del Nord nella regione dell'Alta Francia.

## Società

### Evoluzione demografica
Abitanti censiti